# Urdenbacher Altrhein und Baumberger Aue
Das Naturschutzgebiet Urdenbacher Altrhein und Baumberger Aue liegt auf dem Gebiet der Stadt Monheim am Rhein im Kreis Mettmann in Nordrhein-Westfalen.
Das Gebiet erstreckt sich nördlich der Kernstadt von Monheim am Rhein und nördlich des Monheimer Stadtteils Baumberg zwischen dem westlich fließenden Rhein und der östlich verlaufenden A 59. Westlich des Gebietes verläuft die Landesstraße L 293 und südöstlich die Kreisstraße K 13.

## Bedeutung
Das etwa 31,0 ha große Gebiet wurde im Jahr 1983 unter der Schlüsselnummer ME-021 unter Naturschutz gestellt.
Das Naturschutzgebiet ist ein Teil des FFH-Gebietes „Urdenbach-Kirberger Loch - Zonser Grind“ (4807-301) und damit in das Biotopnetz Natura 2000 eingebettet. Es ist Teil eines landesweit bedeutsamen Rheinauenabschnitts und beherbergt naturnahe Auenelemente wie Altarmreste und Röhrichte, aber auch vom Menschen geprägten Lebensräume wie Feuchtwiesen und Kopfweiden.
Im Naturschutzgebiet ist der Lebensraumtyp Natürliche eutrophe Seen und Altarme vertreten und daher besitzt das Gebiet besondere Bedeutung für:
- Teichrohrsänger,
- Löffelente,
- Eisvogel,
- Krickente,
- Schwarzmilan,
- Abendsegler,
- Zwergfledermaus,
- Kammmolch,
- Wachtelkönig,
- Rohrdommel.

Die häufig aus kulturhistorischen Gründen gepflanzten Kopfweiden bieten mit ihren Höhlen z. B. dem Steinkauz geeignete Nistmöglichkeiten.
Bei den Pflanzenarten ist das Vorkommen der stark gefährdeten Sumpf-Wolfsmilch – ein typischer Vertreter der Strom- und Flusstäler – bemerkenswert.

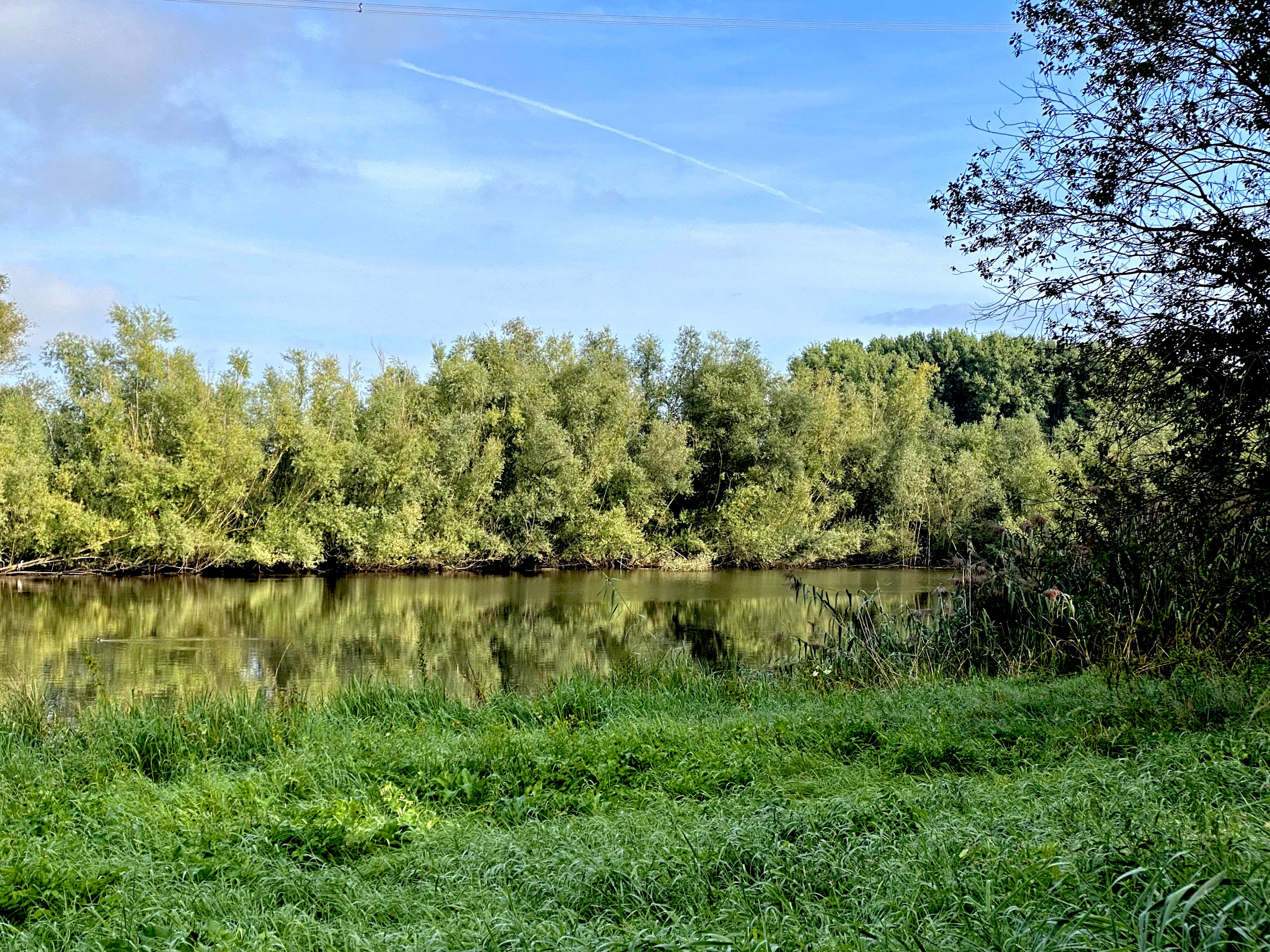
Baumberger Graben erweitert sich zu einem See
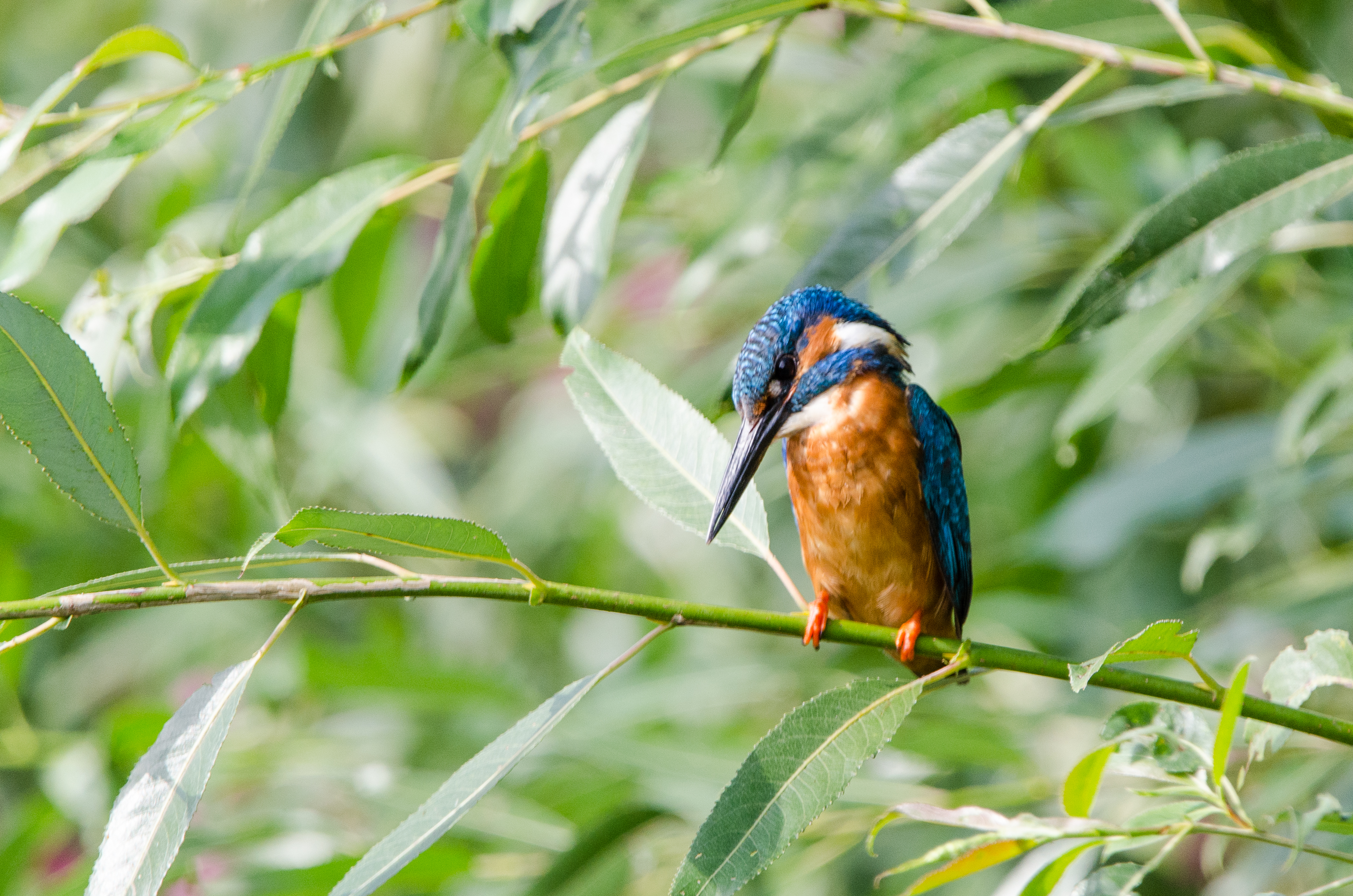
Eisvogel am Urdenbacher Altrhein
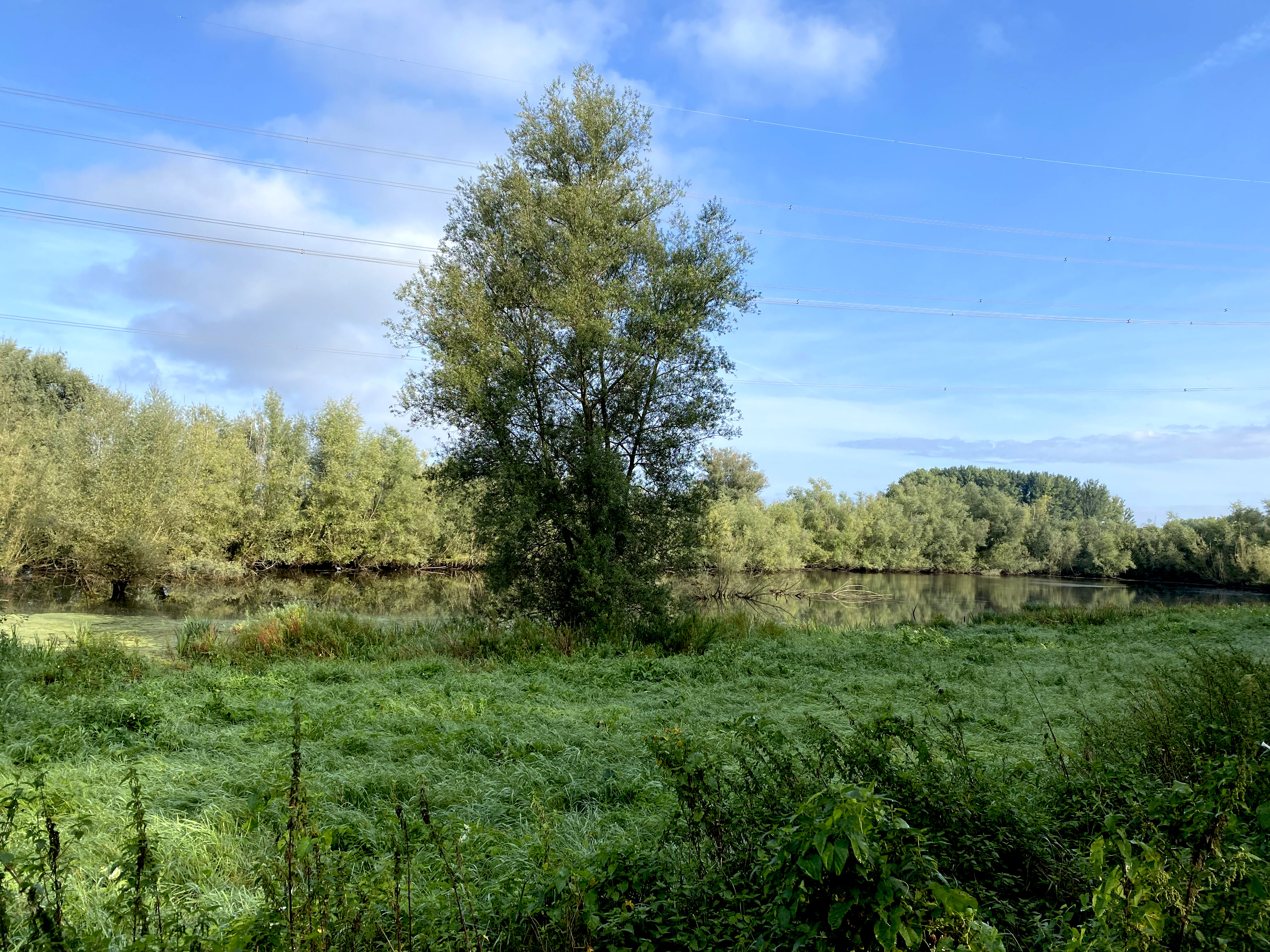
Baumberger Graben erweitert sich zu einem See
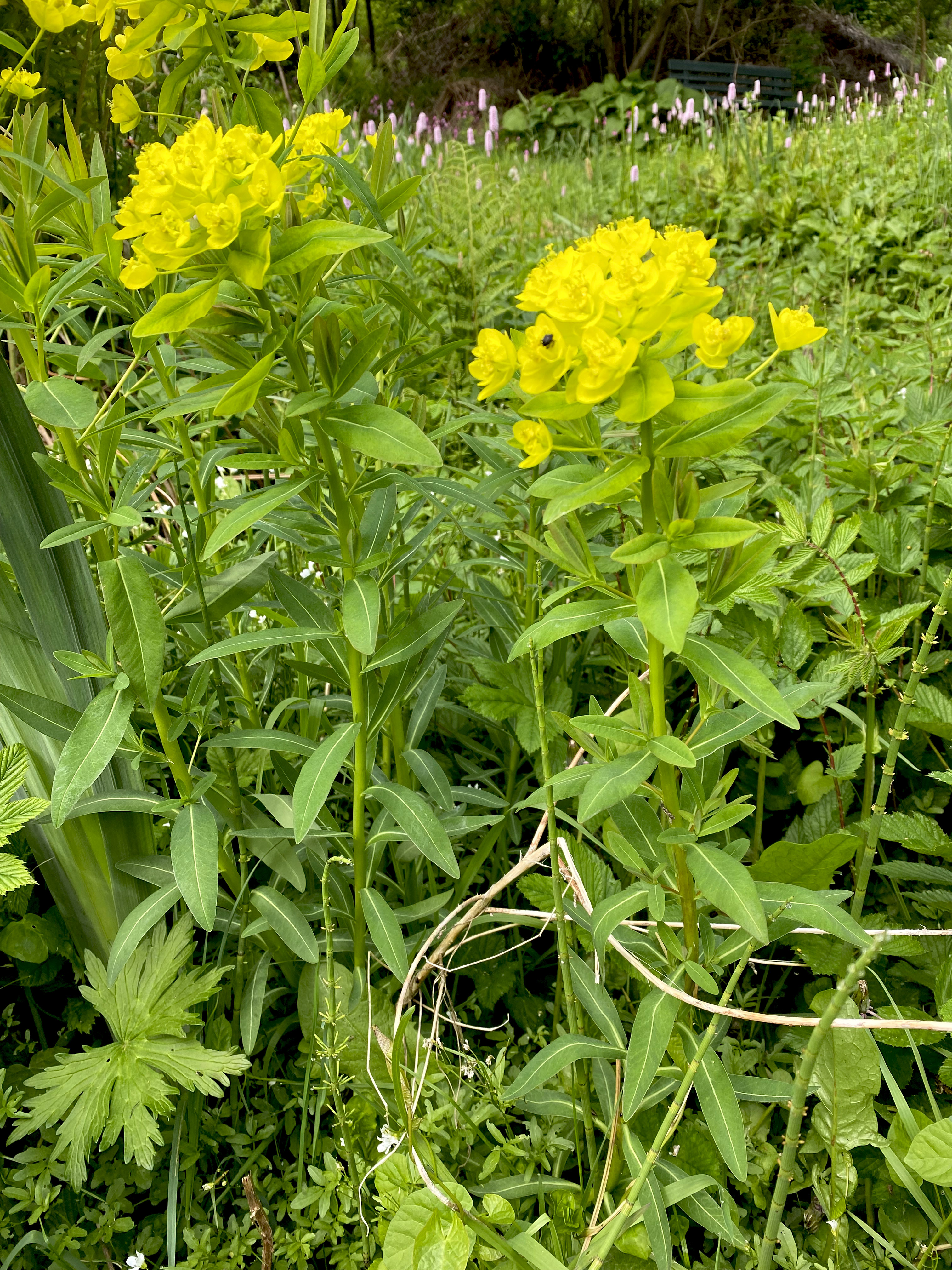
Sumpf-Wolfsmilch
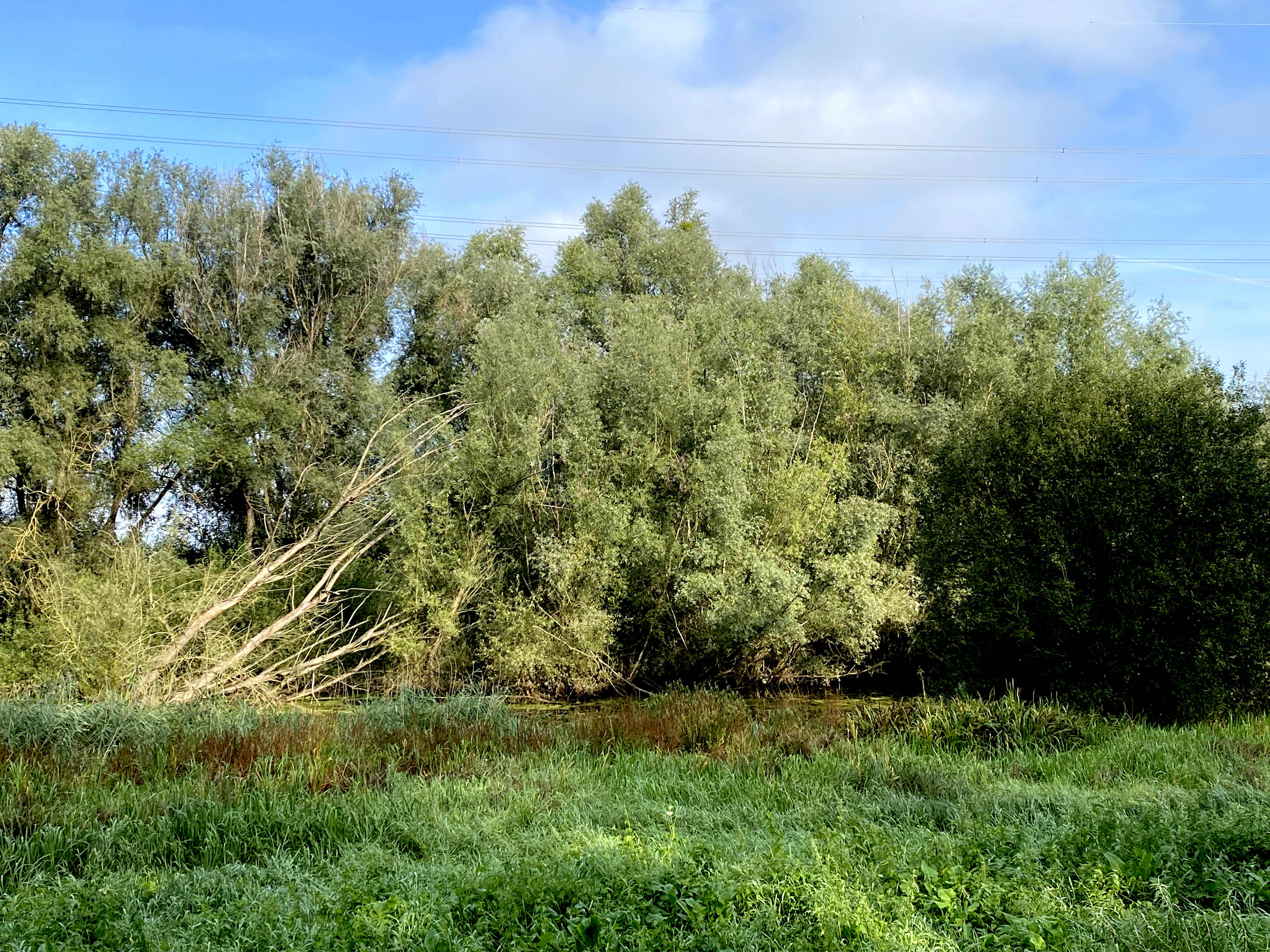
Pappel/Weiden-Ensemble am Baumberger Graben
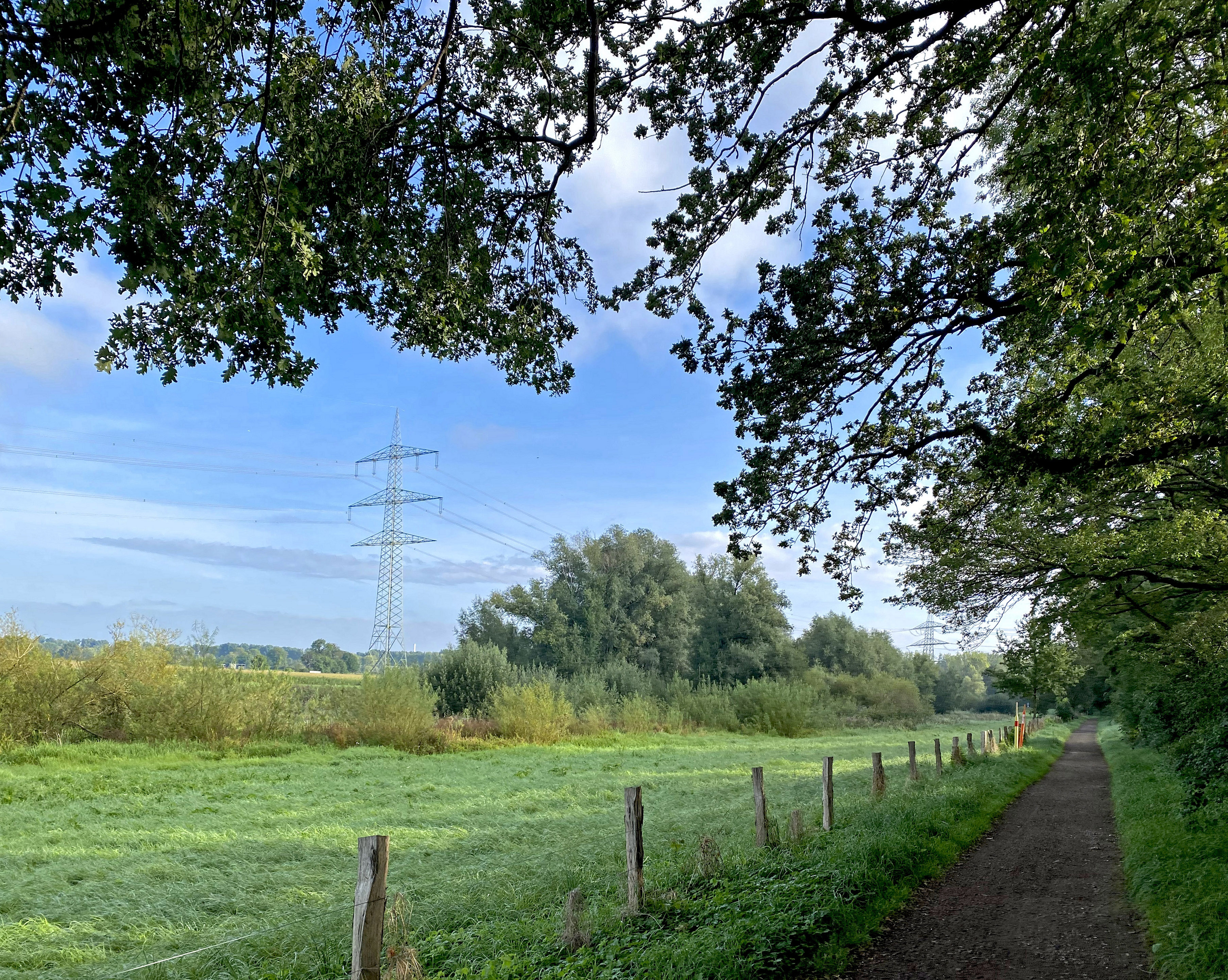
Im Sträßchen führt durch die Baumberger Aue
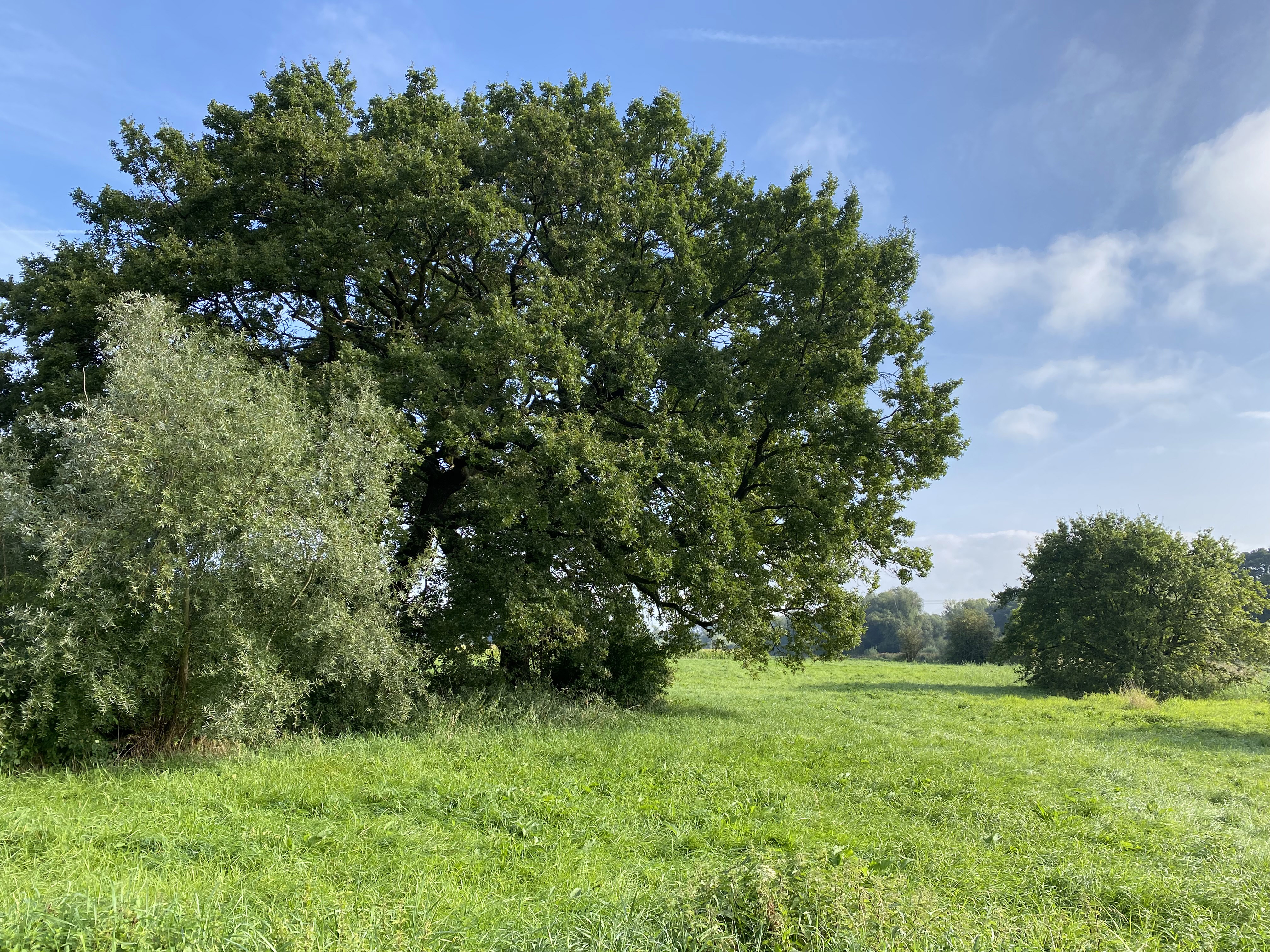
Alte Eiche und Weiden in der Baumberger Aue
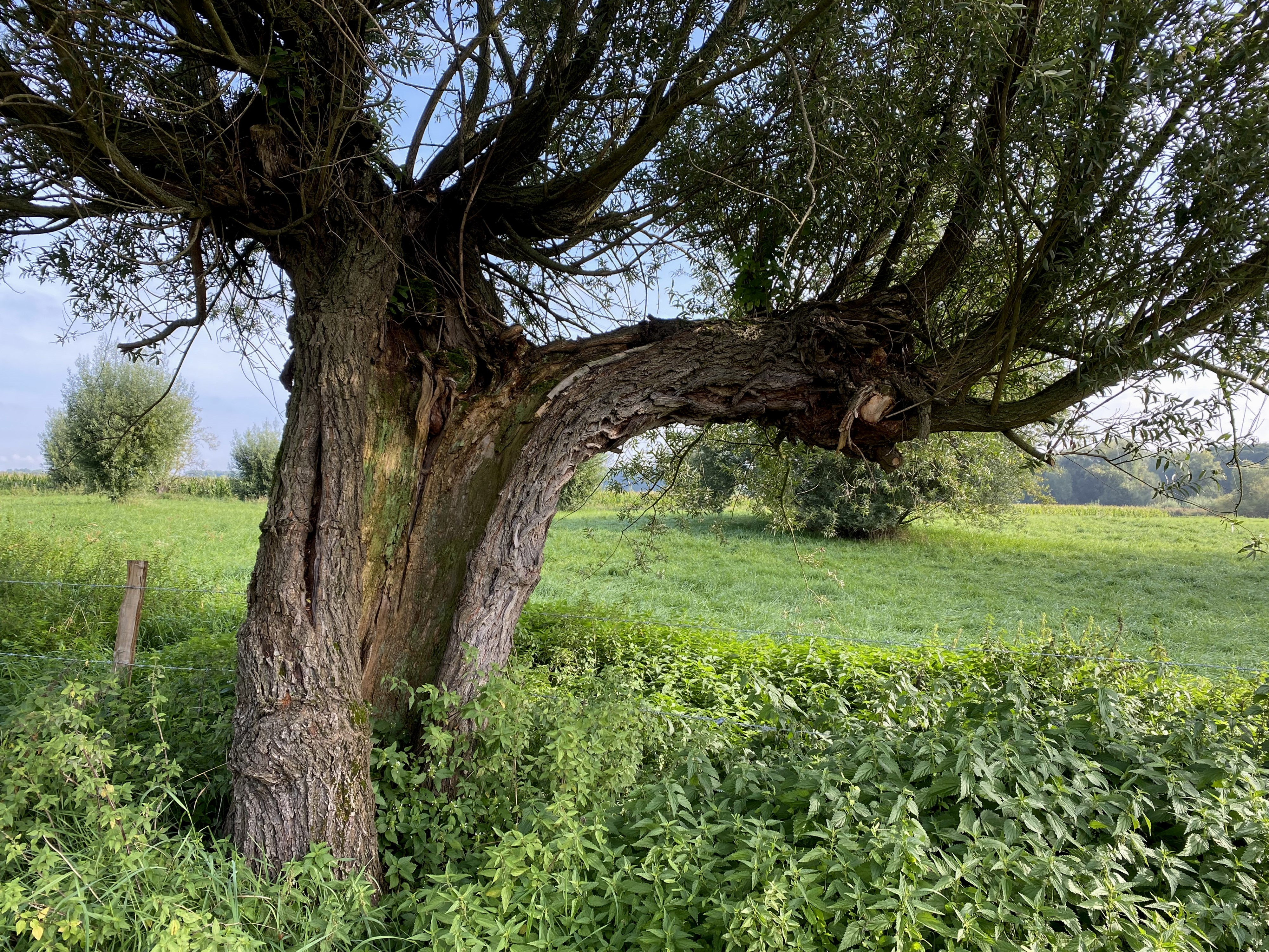
alte, hohle Weide
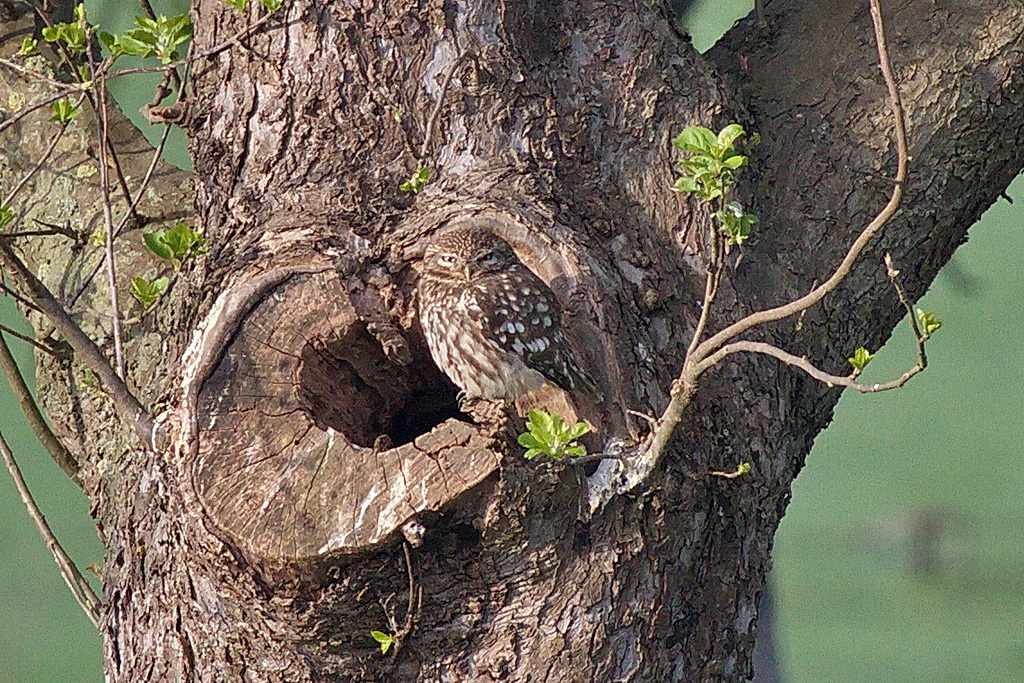
Steinkauz vor seiner Bruthöhle
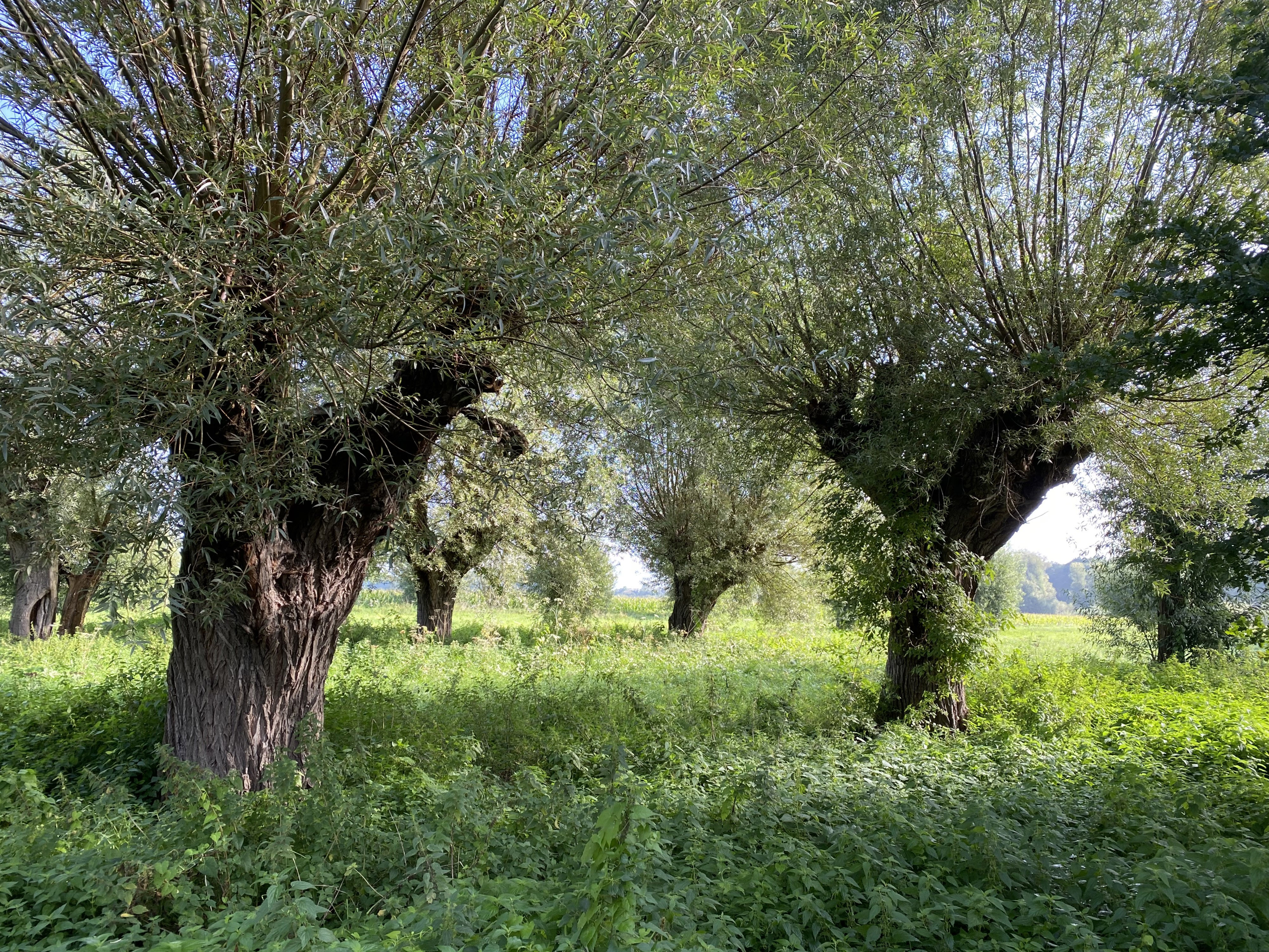
Kopfweiden-Ensemble
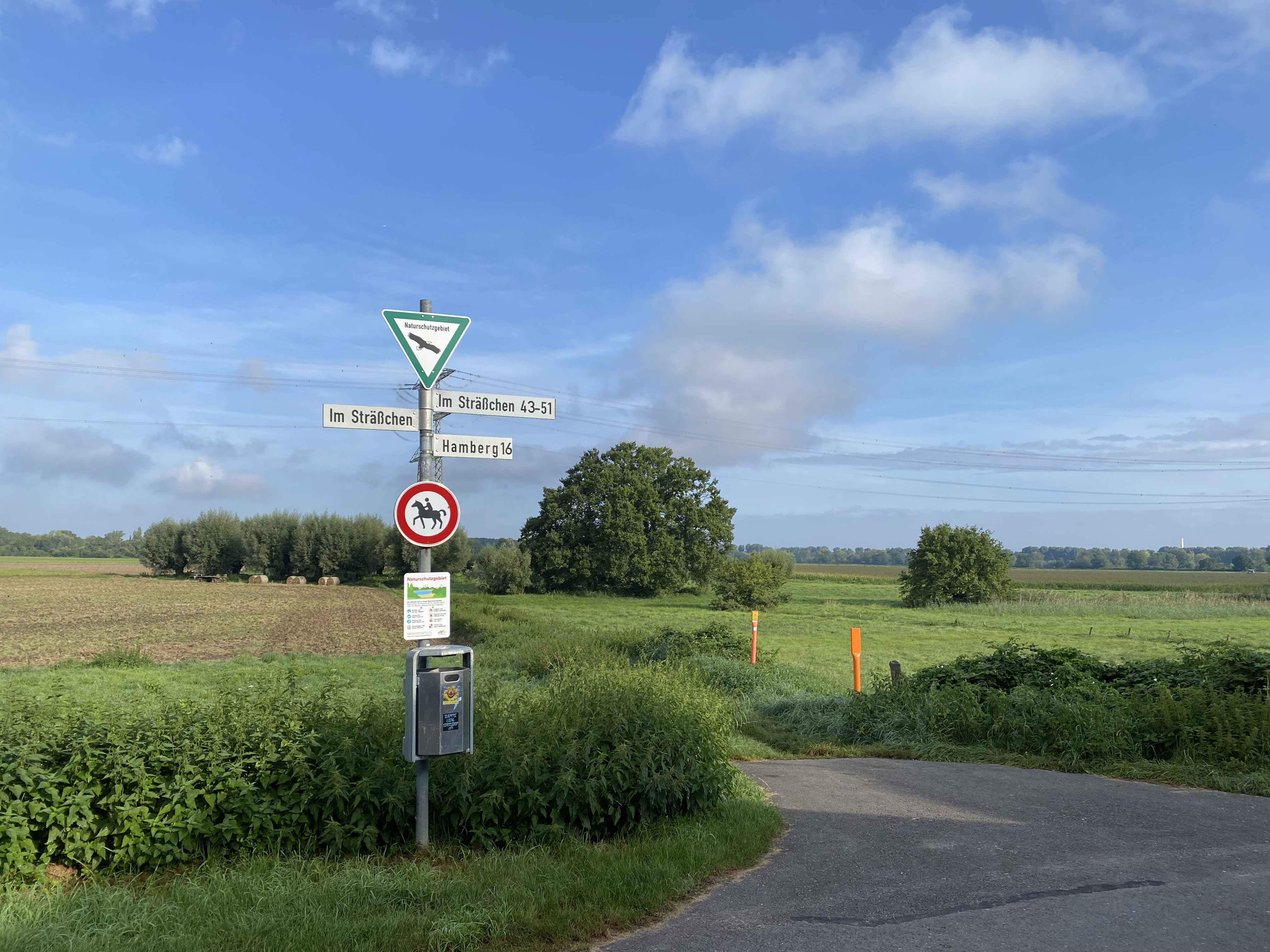
Blick auf die Baumberger Aue